# Aldina petiolulata
Aldina petiolulata är en ärtväxtart som beskrevs av John Macqueen Cowan. Aldina petiolulata ingår i släktet Aldina och familjen ärtväxter. Inga underarter finns listade i Catalogue of Life.